# Клішкеуць (Єдинецький район)
Клішкеуць (рум. Clișcăuți) — село в Єдинецькому районі Молдови. Входить до складу комуни, адміністративним центром якої є село Гінкеуць.
Більшість населення — українці. Згідно з даними перепису 2004 року — 192 особи (94 %).